# Lee Bo-young
Lee Bo-young (hangul: 이보영; ur. 12 stycznia 1979 w Seulu) – południowokoreańska aktorka. Znana przede wszystkim z Nae ttal Seo-yeong-i i Neoui moksoriga deulryeo.

## Biografia

### 2000–2011: Początki kariery i różne role
Karierę rozpoczęła w wieku 21 lat, gdy w 2000 roku zdobyła tytuł Miss Korei dla regionu Daejeon. Po ukończeniu koreańskiej literatury na Uniwersytecie Kobiet w Seulu początkowo marzyła o zostaniu prezenterką wiadomości. W 2002 roku była jedną z 15 finalistek corocznej rekrutacji MBC, ale ostatecznie nie została wybrana. Do tego czasu nie myślała o zostaniu aktorką. W tym samym roku zadebiutowała w branży rozrywkowej jako modelka reklamowa. Lee Bo-yeon zadebiutowała jako aktorka w 2003 roku i zwróciła na siebie uwagę rolami w „People of the Water Flower village” z aktorem Song Il-gook i „Majimak chumeun nawa hamkke” z 2004 roku gdzie poznała swojego obecnego męża Ji-sunga. Następnie została wybrana do reklamowania linii lotniczej Asiana Airlines. W 2005 roku zagrała swoją pierwszą główną rolę w dramie „Seodong-yo”, która przyniosła jej Nagrodę dla Nowej Gwiazdy na SBS Drama Awards.

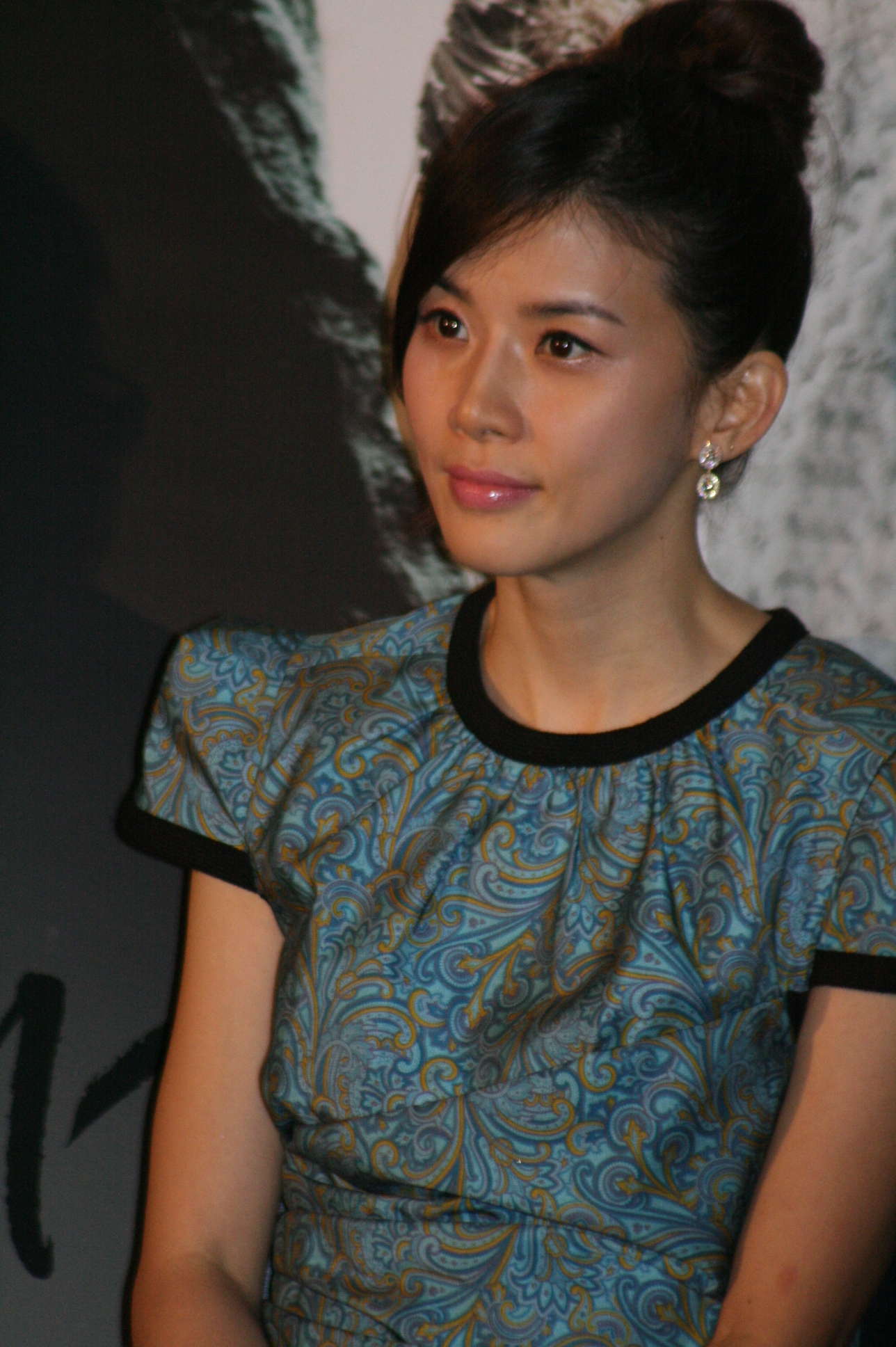
Lee Bo-young podczas konferencji prasowej filmu „I’m Happy” w 2009 roku.

W 2008 roku Lee zadebiutowała na dużym ekranie w „Sonyeoneun Oljianneunda”, komedii osadzonej w latach 40. ubiegłego wieku, w której wraz z Park Young-woo wcieliliła się w oszustów próbujących ukraść diamenty japońskiej armii.
Dwa filmy z udziałem Lee wydane w 2009 roku były melodramatami. W „Seulpeumboda deo seulpeun iyagi” zagrała bratnią duszę śmiertelnie chorego mężczyzny. Z kolei w „I Am Happy” wcieliła się w pielęgniarkę, która zakochuje się w pacjencie na oddziale psychiatrycznym.
Lee powróciła do telewizji w 2010 roku, grając uwodzicielską kobietę w dramie „Wigiilbal Pungnyeonbilla” z Shin Ha-kyunem. Następnie wystąpiła gościnnie jako córka prezydenta w serialu szpiegowskim „Atena: jeonjaeng-ui yeosin”. W 2011 roku zagrała u boku Lee Tae-sunga w dramie „Bravo, My Love!”.

### Od 2012: Wzrost popularności i wiodące role

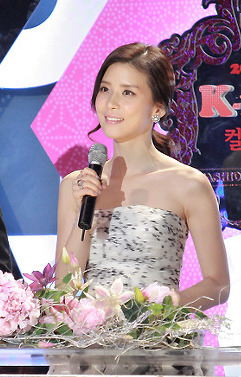
Lee Bo-young jako prowadząca galę w 2012 roku.

W 2012 roku zagrała z Uhm Tae-woongiem w „Man of the Equator”. Następnie zagrała tytułową bohaterkę w „Nae ttal Seo-yeong-i”, która jest wściekła na swojego ojca, którego uzależnienie od hazardu doprowadziło do śmierci jej matki, a jednocześnie walczy o utrzymanie rodziny i związanie końca z końcem. Drama była emitowana od 15 września 2012 do 3 marca 2013 na kanale KBS2. Lee powiedziała, że granie Seo-young wymagało głębszych emocji niż jakakolwiek z jej poprzednich ról i chociaż było to wyczerpujące, było również bardzo satysfakcjonujące. Drama rodzinna stała się największym hitem w dotychczasowej karierze Lee, dominując w cotygodniowych rankingach oglądalności przez 22 kolejne tygodnie, a ostatni odcinek osiągnął najwyższy w serii wynik 47,6%, co było najwyższą oceną koreańskiej dramy w 2013 roku.
Jeszcze w tym samym roku wystąpiła wspólnie z Lee Jong-sukiem w dramie „Neoui moksoriga deulryeo”, która również cieszyła się dużą popularnością. Lee zagrała w niej materialistyczną obrończynię z urzędu, która zeznawała w imieniu chłopca z nadprzyrodzonymi zdolnościami po tym, jak dziesięć lat wcześniej była świadkiem morderstwa jego ojca. Krytycy stwierdzili, że jej uparta i kłótliwa postać była odejściem od jej poprzedniego spokojnego i eleganckiego wizerunku. Za swój występ zdobyła kilka nagród, w tym Nagrodę Główną (Daesang) na SBS Drama Awards i została wybrana Aktorem Telewizyjnym Roku przez Gallup Korea w 2013 roku.

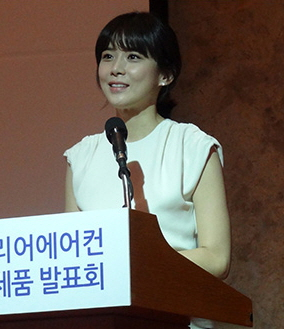
Lee Bo-young w styczniu 2013 roku.

W 2014 roku zagrała matkę, która cofa się w czasie do dwóch tygodni przed porwaniem i morderstwem swojej córki w dramie „Boży dar – 14 dni”. W 2017 roku wystąpiła w thrillerze prawniczym SBS „Gwitsokmal”, grając szefową sekcji kryminalnej, która zostaje zwolniona z policji, a następnie pod przykrywką pracuje w kancelarii prawnej. W 2018 roku zagrała tytułową postać w dramacie tvN „Mother”, adaptacji japońskiej dramy o tej samej nazwie. Następnie zagrała w melodramacie „When My Love Blooms” w 2020 roku i czarnej komedii „Mine” w 2022 roku.
W 2023 roku zagrała główną rolę w dramie „Agency”, która opowiada historię Go Ah-in, pierwszej kobiety na stanowisku kierowniczym w dużej agencji reklamowej.

## Życie prywatne
Bo-young poznała swojego męża aktora Ji Sunga na planie dramy „Majimak chumeun nawa hamkke” z 2004 roku, a ich związek został potwierdzony w 2007 roku. 2 sierpnia 2013 roku ogłosili swoje zaręczyny, publikując odręczne listy na swoich oficjalnych fanpage’ach. Pobrali się w Aston House, W Seoul Walkerhill Hotel 27 września 2013 roku. Ich pierwsze dziecko, córka Kwak Ji-yoo, urodziła się 13 czerwca 2015 roku. W dniu 5 lutego 2019 roku urodziło się ich drugie dziecko, syn Kwak Woo-sung.

## Inne działania
Lee jest aktywnie zaangażowana w ochronę środowiska, w tym w Konwencję Narodów Zjednoczonych w sprawie zwalczania pustynnienia.
Bo-young wraz z mężem Ji Sungiem regularnie przekazuje datki na cele charytatywne.
Podczas ciąży w 2015 roku zrobiła sobie przerwę od aktorstwa i opublikowała „Time of Love”, zbiór esejów o 23 książkach o miłości, pocieszeniu i dorastaniu, które wpłynęły na nią w dzieciństwie i dorastaniu. Wśród nich znalazły się „Mały Książę” autorstwa Antoine de Saint-Exupéry, „Moje słodkie drzewko pomarańczowe” brazylijskiego pisarza José Mauro de Vasconcelosa i „Wszystko o miłości” Alaina de Bottona.
W 2015 roku Bo-young przekazała 100 milionów wonów Centrum Onkologii Dziecięcej w Narodowym Szpitalu Uniwersyteckim w Seulu.
Lee poprowadziła galę SBS Drama Awards w 2017 roku wraz z Shin Dong-yupem. Wcześniej prowadziła tę samą ceremonię w 2013 roku wraz z Lee Hwi-jae i Kim Woo-binem.
W lutym 2023 roku była gospodarzem koncertu charytatywnego na rzecz ukraińskich dzieci cierpiących z powodu trwającej wojny.

## Filmografia

### Filmy
| Rok  | Tytuł                           | Rola              |
| ---- | ------------------------------- | ----------------- |
| 2004 | Uri hyeong                      | Mi-ryung          |
| 2006 | Krwawy karnawał                 | Hyun-joo          |
| 2008 | Sonyeoneun Oljianneunda         | Haruko / Choon-ja |
| 2009 | Seulpeumboda deo seulpeun iyagi | Eun-won („Cream”) |
| 2009 | I Am Happy                      | Soo-kyung         |

### Dramy
| Rok  | Tytuł                                                | Rola                                   | Stacja telewizyjna |
| ---- | ---------------------------------------------------- | -------------------------------------- | ------------------ |
| 2003 | Escape from Unemployment (백수탈출)                  | Cha Mi-rim                             | SBS                |
| 2003 | Long Live Love (애정만세)                            | Se-ryung                               | SBS                |
| 2004 | People of the Water Flower Village (물꽃마을 사람들) | Yoo Yeo-kyung                          | MBC                |
| 2004 | Jang Gil-san (장길산)                                | Kwi-rye                                | SBS                |
| 2004 | Majimak chum-eun nawa hamkke                         | Yoon Soo-jin                           | SBS                |
| 2005 | Encounter (해후)                                     | Choi Eom-ji                            | MBC                |
| 2005 | My Sweetheart, My Darling (어여쁜 당신)              | Yoo In-young                           | KBS1               |
| 2005 | Seodong-yo                                           | księżniczka Seonhwa                    | SBS                |
| 2006 | Mr. Goodbye (미스터 굿바이)                          | Choi Young-in                          | KBS2               |
| 2006 | Queen of the Game (게임의 여왕)                      | Kang Eun-seol                          | SBS                |
| 2010 | Becoming a Billionaire (부자의 탄생)                 | Lee Shin-mi                            | KBS2               |
| 2010 | Wigiilbal pungnyeonbilla                             | Yoon Seo-rin                           | tvN                |
| 2010 | Atena: jeonjaeng-ui yeosin                           | Jo Soo-young (gościnnie, odc. 3-5)     | SBS                |
| 2011 | Bravo, My Love! (애정만만세)                         | Kang Jae-mi                            | MBC                |
| 2012 | Man of the Equator (적도의 남자)                     | Han Ji-won                             | KBS2               |
| 2012 | Nae ttal Seo-yeong-i                                 | Lee Seo-young                          | KBS2               |
| 2013 | Neoui moksoriga deulryeo                             | Jang Hye-sung                          | SBS                |
| 2014 | Boży dar – 14 dni                                    | Kim Soo-hyun                           | SBS                |
| 2014 | Pinocchio                                            | głos nawigacji Hye-sung (głos, odc. 3) | SBS                |
| 2017 | Gwis-sokmal                                          | Shin Young-joo                         | SBS                |
| 2018 | Mother                                               | Su-jin                                 | tvN                |
| 2020 | When My Love Blooms (백수탈출)                       | Yoon Ji-soo                            | tvN                |
| 2020 | Start-Up (스타트업)                                  | Kobieta w pubie (Cameo, odc. 10)       | tvN                |
| 2021 | Mine (마인)                                          | Seo Hee-soo                            | tvN                |
| 2023 | Agency (대행사)                                      | Go Ah-in                               | JTBC               |
| 2023 | See You in My 19th Life (이번 생도 잘 부탁해)        | Lee Sang-ah (Występ specjalny)         | tvN                |

### Występy w teledyskach
| Rok  | Tytuł piosenki    | Artysta    | Przy.         |
| ---- | ----------------- | ---------- | ------------- |
| 2007 | „Crying, Calling” | Zia & 4Men | [ 44 ] [ 45 ] |

## Nagrody i nominacje
| Ceremonia                        | Rok  | Kategoria                                                                   | Nominowane prace                                     | Rezultat  | Przy.         |
| -------------------------------- | ---- | --------------------------------------------------------------------------- | ---------------------------------------------------- | --------- | ------------- |
| Andre Kim Best Star Awards       | 2007 | Nagroda dla Kobiecej Gwiazdy                                                | Lee Bo-young                                         | Wygrana   | [ 46 ]        |
| Andre Kim Best Star Awards       | 2009 | Nagroda dla Kobiecej Gwiazdy                                                | Lee Bo-young                                         | Wygrana   | [ 47 ]        |
| APAN Star Awards                 | 2013 | Nagroda Najwyższej Doskonałości, Aktorka                                    | Neoui moksoriga deulryeo, Nae ttal Seo-yeong-i       | Wygrana   | [ 48 ]        |
| APAN Star Awards                 | 2013 | Nagroda dla Najlepszej Pary                                                 | Lee Bo-young z Lee Jong-suk Neoui moksoriga deulryeo | Wygrana   | [ 48 ]        |
| APAN Star Awards                 | 2018 | Nagroda Najwyższej Doskonałości, Aktorka w Miniserialu                      | Mother                                               | Nominacja | [ 49 ]        |
| Baeksang Arts Awards             | 2008 | Najlepsza Nowa Aktorka – Film                                               | Sonyeoneun Oljianneunda                              | Nominacja |               |
| Baeksang Arts Awards             | 2013 | Najlepsza Aktorka – Telewizja                                               | Nae ttal Seo-yeong-i                                 | Nominacja | [ 50 ]        |
| Baeksang Arts Awards             | 2014 | Najlepsza Aktorka – Telewizja                                               | Neoui moksoriga deulryeo                             | Wygrana   | [ 51 ]        |
| Baeksang Arts Awards             | 2018 | Najlepsza Aktorka – Telewizja                                               | Mother                                               | Nominacja | [ 52 ]        |
| Brand Customer Loyalty Awards    | 2023 | Najlepsza Aktorka – Drama                                                   | Agency                                               | Wygrana   | [ 53 ]        |
| Chunsa Film Art Awards           | 2006 | Najlepsza Nowa Aktorka                                                      | Krwawy karnawał                                      | Wygrana   | [ 54 ]        |
| Grimae Awards                    | 2013 | Najlepsza Aktorka                                                           | Neoui moksoriga deulryeo                             | Wygrana   | [ 55 ]        |
| KBS Drama Awards                 | 2005 | Najlepsza Nowa Aktorka                                                      | My Sweetheart, My Darling                            | Wygrana   | [ 56 ]        |
| KBS Drama Awards                 | 2006 | Nagroda za Doskonałość, Aktorka                                             | Mr. Goodbye                                          | Nominacja | [ 57 ]        |
| KBS Drama Awards                 | 2010 | Nagroda za Doskonałość, Aktorka w Średniometrażowej Dramie                  | Becoming a Billionaire                               | Nominacja | [ 58 ]        |
| KBS Drama Awards                 | 2012 | Nagroda Najwyższej Doskonałości, Aktorka                                    | Man from the Equator, Nae ttal Seo-yeong-i           | Nominacja | [ 59 ]        |
| KBS Drama Awards                 | 2012 | Nagroda za Doskonałość, Aktorka w Średniometrażowej Dramie                  | Man from the Equator                                 | Wygrana   | [ 60 ]        |
| KBS Drama Awards                 | 2012 | Nagroda za Doskonałość, Aktorka w Serialu Dramie                            | Nae ttal Seo-yeong-i                                 | Nominacja | [ 59 ]        |
| KBS Drama Awards                 | 2012 | Nagroda dla Najlepszej Pary                                                 | Lee Bo-young z Lee Sang-yoon Nae ttal Seo-yeong-i    | Wygrana   | [ 60 ]        |
| Korea Drama Awards               | 2013 | Nagroda Główna (Daesang)                                                    | Neoui moksoriga deulryeo, Nae ttal Seo-yeong-i       | Wygrana   | [ 61 ] [ 62 ] |
| Korea Drama Awards               | 2013 | Nagroda dla Najlepszej Pary                                                 | Lee Bo-young z Lee Jong-suk Neoui moksoriga deulryeo | Wygrana   | [ 61 ] [ 62 ] |
| MBC Drama Awards                 | 2011 | Nagroda za Doskonałość, Aktorka w Miniserialu                               | Bravo, My Love!                                      | Wygrana   | [ 63 ]        |
| SBS Drama Awards                 | 2005 | Nagroda dla Nowej Gwiazdy                                                   | Seodong-yo                                           | Wygrana   | [ 64 ]        |
| SBS Drama Awards                 | 2005 | 10 Najlepszych Gwiazd                                                       | Seodong-yo                                           | Nominacja | [ 65 ]        |
| SBS Drama Awards                 | 2006 | Nagroda za Doskonałość, Aktorka w Miniserialu                               | Queen of the Game                                    | Nominacja |               |
| SBS Drama Awards                 | 2006 | 10 Najlepszych Gwiazd                                                       | Queen of the Game                                    | Wygrana   | [ 66 ]        |
| SBS Drama Awards                 | 2013 | Nagroda Główna (Daesang)                                                    | Neoui moksoriga deulryeo                             | Wygrana   | [ 67 ]        |
| SBS Drama Awards                 | 2013 | Nagroda Najwyższej Doskonałości, Aktorka w Miniserialu                      | Neoui moksoriga deulryeo                             | Nominacja | [ 67 ]        |
| SBS Drama Awards                 | 2013 | Nagroda Producentów                                                         | Neoui moksoriga deulryeo                             | Wygrana   | [ 67 ]        |
| SBS Drama Awards                 | 2013 | 10 Najlepszych Gwiazd                                                       | Neoui moksoriga deulryeo                             | Wygrana   | [ 67 ]        |
| SBS Drama Awards                 | 2014 | Nagroda Najwyższej Doskonałości, Aktorka w Miniserialu                      | Boży dar – 14 dni                                    | Nominacja | [ 68 ]        |
| SBS Drama Awards                 | 2017 | Nagroda Najwyższej Doskonałości, Aktorka w Dramie od Poniedziałku do Wtorku | Whisper                                              | Wygrana   | [ 69 ]        |
| Seoul International Drama Awards | 2018 | Najlepsza Aktorka                                                           | Mother                                               | Wygrana   | [ 70 ]        |
| The Seoul Awards                 | 2017 | Najlepsza Aktorka                                                           | Whisper                                              | Nominacja | [ 71 ]        |